# 尤尼昂鎮區 (印地安納州約翰遜縣)
尤尼昂鎮區（英語：Union Township）是位於美國印地安納州約翰遜縣的一個行政鎮區。

## 地方資料
根據2010年美國人口普查的數據，尤尼昂鎮區的面積為93.60平方千米，當中陸地面積為93.60平方千米，而水域面積為0.00平方千米。當地共有人口2689人，而人口密度為每平方千米28.73人。